# Кастильон-и-Салас, Херонимо
Херо́нимо Кастильо́н-и-Са́лас (исп. Gerónimo Castillón y Salas) — испанский религиозный деятель, известный как последний Великий инквизитор Испании.

## Биография
Родился 30 сентября 1756 года в городке Лассельяс-Понсано.
Был вторым ребёнком в семье Хосе Кастильона-и-Кампо и его жены Бригиды Салас.
В 1776 году получил степень юриста, а в 1779 степень доктора богословия.
После получения сана священника служил в Монсоне, прежде чем стать священником в своем родном городе Понцано в 1795 году.
С 1808 по 1815 работал школьным учителем в Уэске.
В 1815 году стал епископом Тарасоны.
В 1818 назначен королём Фердинандом VII на должность Великого инквизитора, в которой оставался вплоть до упразднения испанской инквизиции в 1820 году.
Умер в Тарасоне 20 апреля 1835 года.